# ファイツヘーヒハイム
ファイツヘーヒハイム (ドイツ語: Veitshöchheim) はドイツ連邦共和国バイエルン州ウンターフランケン地方のヴュルツブルク郡の町村（以下、本項では便宜上「町」と記述する）で、マイン川沿いに位置する。

## 地理

### 自治体の構成
ファイツヘーヒハイムは、ファイツヘーヒハイム、ガートハイム、シュレーホーフの3地区からなる。

### 隣接する市町村
北はエアラブルンとテュンガースハイムおよびギュンタースレーベン、東はリムパーとエステンフェルト、南はヴュルツブルクとツェル・アム・マインと境を接する。西はマイン川を挟んだ対岸にマルゲーツヘーヒハイムがある。

### 自治体の構成
この町は、公式には2つの地区 (Ort) からなる。
- ガートハイム
- ファイツヘーヒハイム

## 歴史
- 779年 ファイツヘーヒハイムに関する最初の記録。
- 1097年 新たな文献上の記録。
- 1246年 ハインリヒ・ラスペがファイツヘーヒハイムで対立王に選ばれた。
- 1301年 "Höchheim ad sanctum Vitum" と町の名前に初めて聖ファイツの名前が記された記録。
- 1563年 紋章が制定された。
- 1680年 - 1682年 デルンバッハ司教領主の下、ハインリヒ・ツィンマーによりファイツヘーヒハイムに城館が建設された。
- 1691年 聖ファイツ教区教会が献堂された。
- 1702年 ホーフファルテンの建設開始。
- 1727 - 1730年 シナゴーグの建設。
- 1803年 ヴュルツブルク司教領がバイエルン大公領に世俗化された。
- 1805年 トスカーナ大公フェルディナンド3世のヴュルツブルク大公国領となった。
- 1814年 バイエルン王国領となった。
- 1818年 バイエルンの行政改革に伴う市町村令により現在の自治体が成立した。
- 1853 - 1854年バイエルン王マクシミリアン2世により、王の間を持つ駅の建設。
- 1902年 バイエルン王立ファイツヘーヒハイム果樹・ブドウ・造園学校が創設された。
- 1976年 ガートハイムが合併。

## 行政

### 議会
ファイツヘーヒハイムの議会は24議席からなる。

### 首長
第1町長は、ユルゲン・ゲッツ (CSU) である。

### 紋章
紋章はこの町の守護聖人である聖ファイツを描いている。この紋章は1563年7月26日に司教領主であるフリードリヒ・フォン・ヴィルスベルクから与えられたものである。

### 姉妹都市
- ガイトハイン（ドイツ、ザクセン州）1990年
- グレーヴェ・イン・キアンティ（イタリア、トスカーナ州）1994年
- ポン＝レヴェック（フランス、カルヴァドス県）1995年
- Rotava（チェコ、カルロヴィ・ヴァリ州）2006年

## 経済と社会資本

### 交通

#### 道路
ファイツヘーヒハイムは、ヴュルツブルクからフルダへ向かう連邦道B27号線に直接面している。ヴュルツブルクへの距離は約6kmである。アウトバーンA3号線やA7号線も近くを通っている。

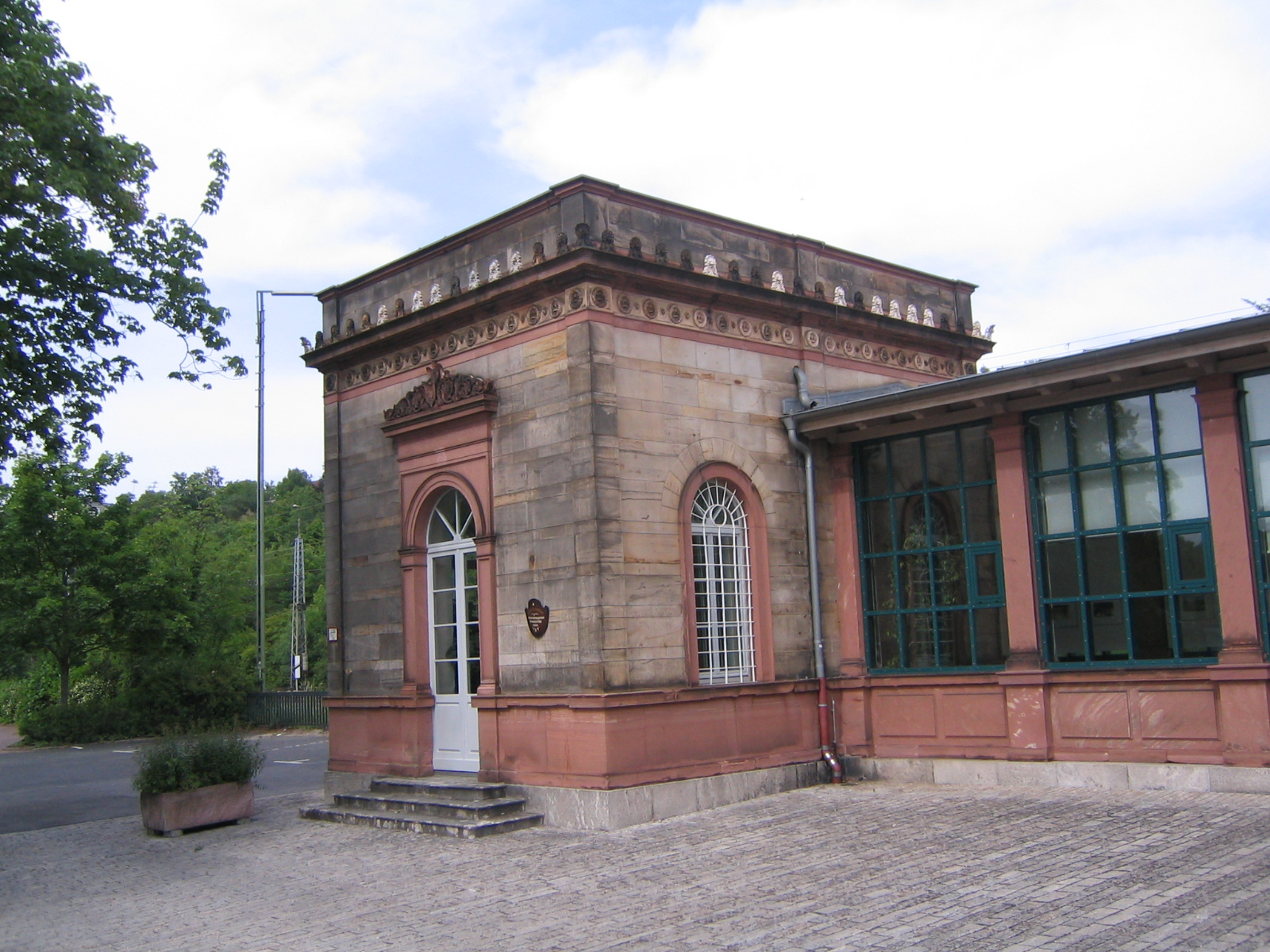
ファイツヘーヒハイムの駅

#### バスと鉄道
- ヴュルツブルクからのバス路線（WSB 11、19系統、OVF 8065系統）
- ドイツ鉄道 800路線（ヴュルツブルク - ゲミュンデン）
- ハノーファー - ヴュルツブルク高速鉄道路線のマインタール橋はホーフガルテンのすぐ近くを通っている。

### 教育
- ファイツシューレ（基礎課程学校、アイヒェンドルフシューレに属す）
- アイヒェンドルフシューレ（基礎課程・本課程学校）
- ギムナジウム・ファイツヘーヒハイム
- バイエルン州立ブドウ栽培・造園施設
- 特殊教育奨励のためのループレヒト・エーゲンベルガー・シューレ
- ヴュルツブルク職業訓練学校（視覚障害者のための職業訓練施設）
- 造園家とホテル専門家のためのカリタス職業教育施設ドン・ボスコ聖マルクスホーフ分校
- 歌唱・音楽学校
- 駅の図書館

### 余暇とスポーツ施設
- ガイスベルクバート（屋外プール）2006/07年シーズンの冬に改修された。
- 3層の体育館、教育用プール、ビーチバレー場を有する屋外スポーツ施設
- テニスコート
- スケート場
- ミニゴルフ場
- 4面のサッカー場

### ドイツ連邦軍
ファイツヘーヒハイムにはバルタザール・ノイマン兵舎があり、航空機動作戦師団はじめいくつかの部隊が駐留している。この兵舎には以前は第12装甲師団が駐留していた。

## 文化と見所

### 博物館

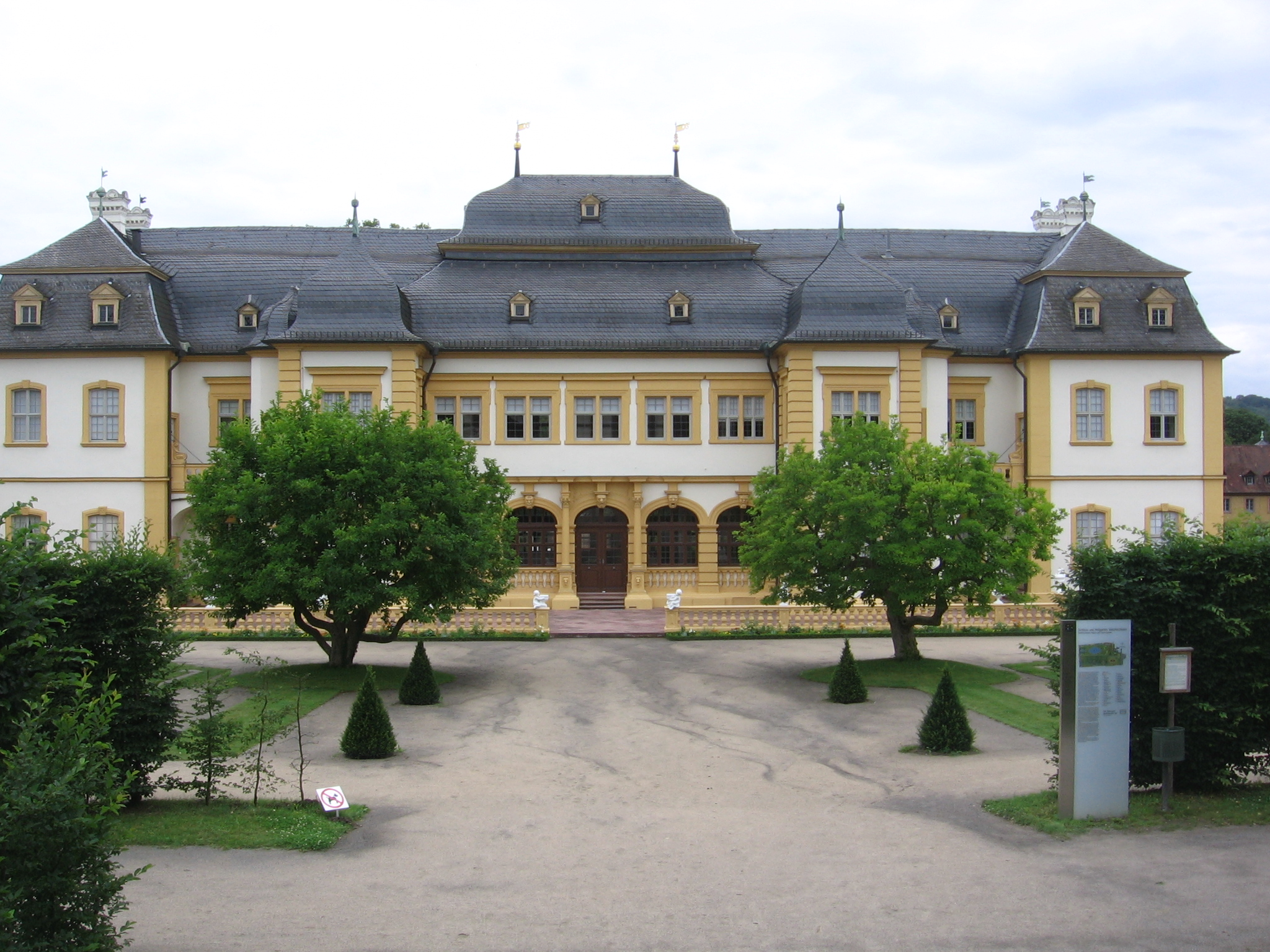
ファイツヘーヒハイム城

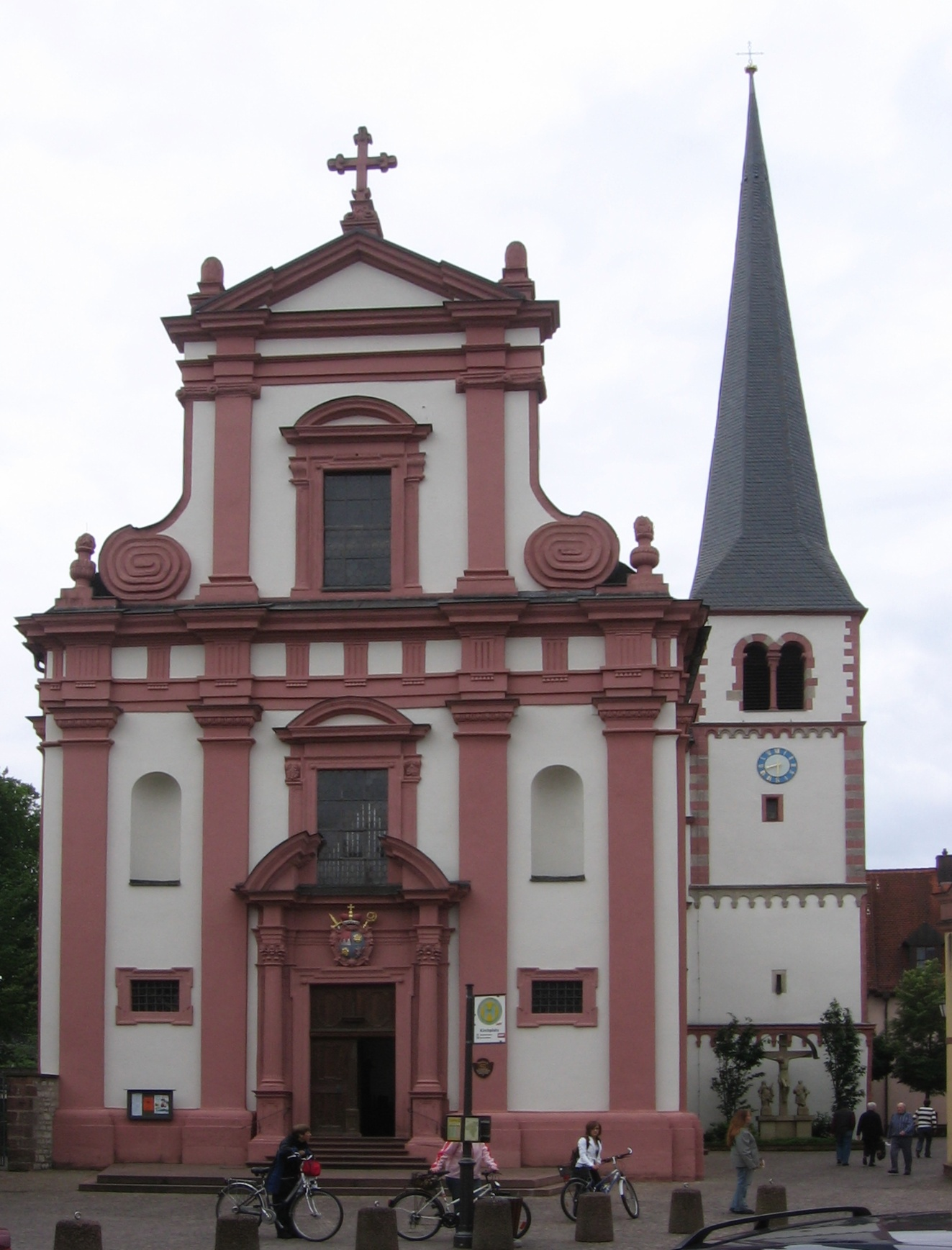
聖フィトゥス教区教会

- ユダヤ文化博物館とシナゴーグ

### 建築
- ファイツヘーヒハイム城のホーフガルテンは、ヨーロッパで最も美しいロココ庭園の一つに数えられる。この庭園の彫像はアダム・フェルディナント・ディーツの作品である。
- ファイツヘーヒハイム城: 1680年から82年にデルンバッハ司教領主によって建設された。1749年から53年にバルタザール・ノイマンによって拡張された。
- 聖フィトゥス教区教会
- エルヴィン・フォルンベルガー広場
- 駅（1850年建造）
- 聖三位一体像
- カトリックの司祭館
- 司教領主のワイン蔵
- マルティンの泉（町で一番古い泉）
- マルティン礼拝堂、ヴュルツブルク郡で最も古い教会
- エレミテンミューレ（水車）
- マルクス礼拝堂（ガートハイム地区）
- バイエルン州立ブドウ栽培・造園施設の庭園
- 聖三位一体教会
- マインフランケンゼーレ

### 年中行事
- 旧町街祭: 毎年夏に特産料理が供される祭
- フランケンのカーニバル
- バイエルン州立ブドウ栽培・造園施設の開放日、毎年7月の第1日曜日
- レッツテ・フーレ、ワイン祭
- ファイツヘーヒハイム・エロティックメッセ

## 引用
1. ↑  https://www.statistikdaten.bayern.de/genesis/online?operation=result&code=12411-003r&leerzeilen=false&language=de Genesis-Online-Datenbank des Bayerischen Landesamtes für Statistik Tabelle 12411-003r Fortschreibung des Bevölkerungsstandes: Gemeinden, Stichtag (Einwohnerzahlen auf Grundlage des Zensus 2011)
2. ↑  Bayerische Landesbibliothek Online